# Harry von Bülow-Bothkamp
Harry von Bülow-Bothkamp (Bothkamp kastély, Schleswig-Holstein, Német Birodalom, 1897. november 19. – Alt-Bokhorst (ma: Schillsdorf város része), Schleswig-Holstein, 1976. február 27.), a német birodalmi légierő vadászpilótája. Azon kevesek közé tartozik, akik mindkét világháborúban ászpilóták voltak. Az első világháborúban 6, a másodikban a Luftwaffe tagjaként még 12 győzelmet aratott.

## Bibliográfia
- Fellgiebel, Walther-Peer. Die Träger des Ritterkreuzes des Eisernen Kreuzes 1939–1945 – Die Inhaber der höchsten Auszeichnung des Zweiten Weltkrieges aller Wehrmachtteile (német nyelven). Friedberg, Németország: Podzun-Pallas (2000). ISBN 978-3-7909-0284-6
- Nauroth, Holger- Jagdgeschwader 2 "Richthofen", A Photographic History (ISBN 0-7643-2094-7) - Schiffer Publishing, Atglen, PA, 2005
- Ringlstetter, Herbert - Helmut Wick, An Illustrated Biography Of The Luftwaffe Ace And Commander Of Jagdgeschwader 2 During The Battle Of Britain (ISBN 0-7643-2217-6) - Schiffer Publishing, Atglen, PA, 2005